# Поздний период
Поздний период в истории Древнего Египта охватывает правление фараонов XXVI—XXX династий (664—332 до н. э.). Это период борьбы за восстановление независимости Египта, тяжелых войн и иноземных вторжений, окончившийся завоеванием страны Персидской империей и затем Александром Македонским.

## Хронология до персидского завоевания
| Дата                 | Событие |
| -------------------- | --- |
| 664 до н. э.         | Кушитских правителей сменяет саисский фараон Псамметих I, сын Нехо. Начало объединения Египта под властью XXVI династии из Саиса. |
| 664—525 до н. э.     | Правление XXVI (саисской) династии в Египте. «Саисский ренессанс» — последний самостоятельный подъём египетской цивилизации. |
| 664—610 до н. э.     | Правление в Египте фараона Псамметиха I, восстановившего былое величие государства путём подавления власти нубийцев, ассирийцев и части жречества с помощью ионийских и карийских наёмников. |
| 664—655 до н. э.     | Процесс объединения Египта Псамметихом I. |
| 664—663 до н. э.     | Временное завоевание Фив Тануатамоном. Ашшурбанапал I изгоняет Тануатамона из Фив. Ассирийцы грабят город. Эфиопы вынуждены окончательно отступить на юг. |
| Ок. 663 до н. э.     | Через захваченный ассирийцами Египет в остальные регионы Африки попадает техника обработки железа. |
| 661 до н. э.         | Окончательное изгнание остатков эфиопской армии из Египта ассирийцами. |
| 610—595 до н. э.     | Правление в Египте Нехо II — последнего довольно преуспевающего египетского фараона, осуществившего попытку соединить Нил с Красным морем «каналом Нехо» (по свидетельству Геродота, при его сооружении погибло до 120 000 человек). |
| 609 до н. э.         | На недолгое время до возвышения Навуходоносора II фараон Нехо захватывает Восточное Средиземноморье, называемое вавилонянами Заречьем. |
| Июнь 609 до н. э.    | Сражение при Мегиддо: пытающийся помочь разваливавшейся Ассирии Нехо II разбивает иудеев, ввязавшихся в конфликт. В битве погибает иудейский царь Иосия. |
| Октябрь 607 до н. э. | Против египетского гарнизона в Заречье выступил вавилонский царь Набопаласар. |
| Май 605 до н. э.     | Вавилоняне, скифы и мидяне наголову разбивают египетско-ассирийские войска под Каркемишем в Сирии. Египтяне теряют более 10 000 человек. |
| Декабрь 604 до н. э. | Скифы берут Аскалон на самой границе Египта. |
| 601 до н. э.         | Навуходоносор II пытается напасть на Египет. |
| 600—597 до н. э.     | Фараон Нехо II отправляет финикийскую флотилию в экспедицию вокруг побережья Африки. Финикийцы успешно огибают всю Африку. |
| Ок. 600 до н. э.     | В Напате коронуется новый царь кушитов Аспарут(Аспелта) . |
| 591 до н. э.         | Создание антивавилонской коалиции в составе Египта, Лидии и государств Восточного Средиземноморья. |
| Ок. 590 до н. э.     | Цари Нубии переносят свою столицу южнее Напаты, в Мероэ (Напата остаётся коронационным центром), и создают свою культуру, во многом зависевшую от египетской. Население Мероэ ведёт торговлю с Египтом, Аравией, Грецией и Индией. Особенно ощущается влияние Египта в мероитских постройках — храмах, дворцах и небольших пирамидах.                                 |
| Осень 589 до н. э.   | Поход Псамметиха II против эфиопов. Греческие наёмники доходят до Абу-Симбела, где оставляют свои надписи. |
| 589—570 до н. э.     | Правление фараона Априя, опиравшегося на греческих (карийских и ионийских) наёмников, расселившихся в Дельте Нила, где основаны греческие торговые фактории в Навкратисе, Пелусии и Дафнах. |
| 582 до н. э.         | Мир между Вавилоном и Саисским Египтом. |
| Ок. 575 до н. э.     | В Мероэ к власти приходит новая династия, представленная Гарсииотефом и Настесеном. |
| 570—566 до н. э.     | Гражданская война в Египте: восставший народ свергает, а затем казнит Априя, потерпевшего поражение в Киренаике, за его слишком проэллинские взгляды. Навуходоносор II вторгается в Египет и доходит до Фив, но затем, понимая, что Априй не сможет удержаться на троне, возвращается в Вавилон. Руководитель восстания, военачальник Амасис II, коронуется фараоном. |
| 570—526 до н. э.     | Правление фараона Амасиса II (Яхмоса II) в Египте. В начале своего правления он отменяет льготы греческим купцам, но впоследствии старается поддерживать дружные отношения с полисами материковой и островной Греции, а также Киренаики. Неудачные оборонные союзы с царем Лидии Крёзом и Поликратом Самосским против персов.                                         |
| 526—525 до н. э.     | Правление фараона Псамметиха III. Завоевание Египта персами. |
| 525—332 до н. э.     | Персидское правление |

## Первый персидский период
- 525 до н. э. Египетские войска Псамметиха III разбиты при Пелусии персидским царём Камбизом. Египет захвачен Камбизом и присоединен к Персидской империи. Под влиянием персидских побед Камбизу покоряется Киренаика.
- 525—404 до н. э. Персидские цари в качестве фараонов XXVII династии правят Египтом.
- 524/523 до н. э. Поход Камбиза против Эфиопии, закончившийся поражением и гибелью персидской армии.
- 519 до н. э. Египет становится шестой сатрапией Персии.
- 498—399 до н. э. Существование развитой еврейской торговой колонии в Египте на нильском острове Элефантина.
- 486—484 до н. э. Национально-освободительное восстание в Египте, начавшееся после смерти Дария I.
- 454 до н. э. Афинский флот, посланный на помощь восставшему Египту, уничтожен в Дельте Нила персами. Афинский отряд, державший оборону одного из островов в Дельте, сокрушен персами.

## XXVIII-XXX династии
- 404 до н. э. Египет при фараоне Амиртее из XXVIII династии добивается возобновления независимости.
- 385—382 до н. э. Египетско-персидская война за сохранение суверенитета Египта.
- 399 до н. э. Восшествие на престол Неферита I, первого фараона XXIX — предпоследней самостоятельной династии фараонов.
- 393—381 до н. э. Правление фараона Ахориса.
- 380 до н. э. После Неферита II правит XXX династия (380—343 до н. э.), основанная Нектанебом I.
- 380—363 до н. э. При Нектанебе I наблюдается некоторое усиление Египта.
- 363—360 до н. э. Правление фараона Тахоса.
- 360—343 до н. э. Нектанеб II — последний независимый египетский фараон.

## Второй персидский период
- 343 до н. э. Персидский царь Артаксеркс III (Ох) побеждает Нектанеба II и вновь подчиняет Египет Персии, основывая XXXI династию.
- 332 до н.э. Александр Македонский завоевывает Египет.